# Bobby Tremblay
Pour les articles homonymes, voir Tremblay.
 (octobre 2018).
Si vous disposez d'ouvrages ou d'articles de référence ou si vous connaissez des sites web de qualité traitant du thème abordé ici, merci de compléter l'article en donnant les références utiles à sa vérifiabilité et en les liant à la section « Notes et références ».
Yvon « Bobby » Tremblay, né le 5 novembre 1939 et mort le 15 avril 2017, est un auteur-compositeur-interprète québécois de country Western .

## Biographie
Natif de l'ancienne municipalité de Saint-Paulin Dalibaire où il commence sa carrière en 1955, il meurt à Grosses-Roches à l'âge de 77 ans.

## Discographie
- Matane c'est ma ville[2]
- St-Paulin
- Le tigre du country